# Baragwanathia
La baragwanatia (gen. Baragwanathia W.H.Lang & Cookson, 1935) è una pianta estinta appartenente alle licofite. I suoi resti fossili si rinvengono nell'emisfero australe, in particolare in Australia, in terreni del Siluriano superiore e del Devoniano inferiore (400-390 milioni di anni fa).

## Descrizione
Questa pianta aveva un corpo molle (erbaceo) con una ramificazione a forma di Y, ed è una delle più antiche licofite conosciute. È conosciuta principalmente grazie a esemplari frammentari di rami con foglie lunghi fino a 28 centimetri; i rami erano larghi di solito uno o due centimetri. Le foglie, che ricoprivano totalmente i rami più giovani, erano di forma semplice e allungata, larghe fino a un millimetro e lunghe fino a quattro centimetri. Le loro dimensioni si mantenevano costanti per tutta la lunghezza della pianta fino all'apice; quest'ultimo poteva essere a punta arrotondata oppure aguzzo. Le capsule che racchiudevano le spore erano localizzate nel punto in cui la foglia si univa al fusto principale (assile).

## Habitat
La baragwanatia era una delle più antiche piante terrestri; cresceva nei bassopiani e nelle pianure alluvionali. L'habitat di questa pianta, in ogni caso, doveva essere particolarmente umido.

## Fossili e interpretazione
La scoperta di Baragwanathia destò molto scalpore, perché si trattava di una pianta progredita rispetto alle piante coeve; era la prima pianta vascolare terrestre ritrovata in strati del Siluriano. In seguito la posizione stratigrafica dei resti venne messa in dubbio, in quanto i fossili erano stati trovati in associazione con il graptolite Monograptus, un fossile tipicamente devoniano. Successivi ritrovamenti di Baragwanathia in strati immediatamente sottostanti a questi, però, erano ascrivibili sicuramente al Siluriano superiore. La specie più nota è Baragwanathia longifolia, proveniente dall'Australia. In Turingia orientale (Germania) è stata trovata un'altra specie siluriana di dubbia interpretazione, B. oehleyi; attualmente questa forma non è considerata un appartenente al genere Baragwanathia.

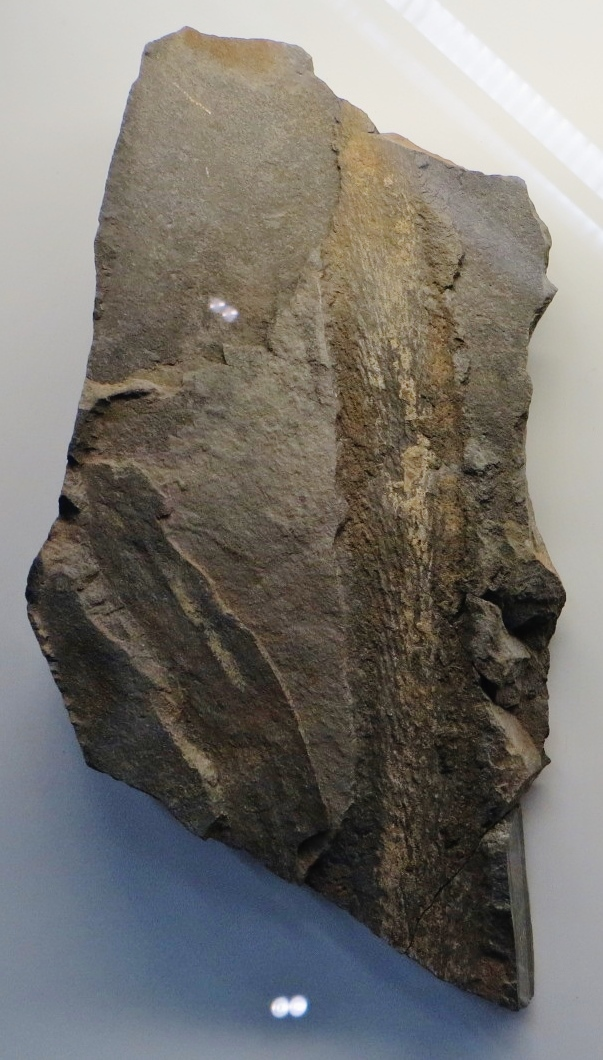
Fossile di Baragwanathia longifolia